# Guy Urban Hardy
Guy Urban Hardy (ur. 4 kwietnia 1872 w Abingdon w Illinois, zm. 26 stycznia 1947 w Cañon City w Kolorado) – amerykański polityk.

## Życiorys
W latach 1919–1933 z ramienia Partii Republikańskiej przez siedem dwuletnich kadencji Kongresu Stanów Zjednoczonych reprezentował trzeci okręg wyborczy w stanie Kolorado w Izbie Reprezentantów Stanów Zjednoczonych.